# 電視線國際多媒體
電視線國際多媒體有限公司（英語：TVonline International Multimedia Co., Ltd.），多年一直是台灣媒體業界知名的電影、電視劇、紀錄片、音樂……等影音產品代理出口大盤商。
公司不僅向國際行銷台灣知名作品（在東盟及日韓各國，是以 Magic Eagle Co., Ltd.而聞名），也從從國外引進相關產品，尤其是日本卡通，曾佔有台灣半壁江山。
自2017年以來，公司在改組後，也開始在影視作品的投產上大下力度，尤其以跨國合作為未來主要的發展發向。

## 概要
- 2003年4月成立含鈺國際實業有限公司（Hi-Yu International Co., Ltd.），在台灣簽有多部偶像劇的發行權利。此外並有代理多方位的影音產品，包括韓劇、東南亞（香港、中國大陸、印度、泰國）電影。
- 2006年起和香港羚邦國際合作，代理羚邦國際多部動畫作品。
- 2009年3月，改組為電視線國際多媒體有限公司，並結束與羚邦國際的合作關係。

## 代理作品（履歷）
- 日本電影：寵物男孩（My Pet）
- 日本電影：外事警察－別被那個男人騙！（Black Dawn）
- 日本電影：闇金丑島君
- 美國電影：蛇女俱樂部（Snake Club）
- 美國電影：血腥瑪麗 3D（Bloody Mary 3D）
- 美國電影：嘻哈老爸（Daddy Can't Dance）
- 美國電影：喪屍入侵（Germ）
- 泰國電影：不死護體（Metal Immortal）
- 泰國電影：巨蟒衷情（The Passion Pyhthon）
- 泰國電影：危險性影片（VDO CLIP）
- 泰國電影：校園驚殺（Scream）
- 泰國電影：神祕事件（De JA Vu）
- 泰國電影：鬼魅車廂（The Hunted Bogie）
- 泰國電影：黑毒藥（The Black Poison）
- 泰國電影：畸戀家族（Maya）
- 泰國電影：滿月邪靈
- 泰國電影：蝙蝠獵人
- 泰國電影：雙重危機
- 泰國電影：人鬼戀
- 泰國電影：蝙蝠獵人
- 泰國電影：雙重危機
- 泰國電影：怪物
- 泰國電影：拼命男孩
- 泰國電影：美人魚天堂
- 泰國電影：拳霸
- 泰國電影：拳霸2
- 泰國電影：幽靈之歌
- 泰國電影：虐待屋
- 台灣電影：喋血孤城（Death and Glory in Changde）
- 台灣偶像劇：男女生了沒！（Boy and Girl）
- 台灣偶像劇：金大班（JIN DA BAN）
- 台灣偶像劇：就是要香戀（Scent of Love）
- 台灣偶像劇：王子看見二公主（Prince+Princess）
- 台灣偶像劇：敲敲愛上你（Knock! Knock!Loving You）
- 日本卡通：血戰（BLOOD+）
- 日本卡通：死神（BLEACH）
- 日本卡通：密探任務（MEZZO -メゾ-）
- 日本卡通：魔女的考驗（シュガシュガルーン）
- 日本卡通：遊戲王GX（遊☆戯☆王デュエルモンスターズGX）
- 日本卡通：徽章戰士魂（メダロット魂）
- 日本卡通：韋駄天翔
- 日本卡通：麗佳公主（スーパードール★リカちゃん）
- 日本卡通：忍者亂太郎（忍たま乱太郎）
- 日本卡通：幻龍記（ディノブレイカー）
- 日本卡通：地獄少女（地獄少女）